# Marcos Galván
Marcos Galván es un deportista argentino que compitió en vela en la clase Mistral.
Ganó dos medallas de bronce en el Campeonato Mundial de Mistral, en los años 1997 y 1999, y una medalla de plata en el Campeonato Europeo de Mistral de 1996.

## Palmarés internacional
| Campeonato Mundial | Campeonato Mundial | Campeonato Mundial | Campeonato Mundial |
| Año                | Lugar              | Medalla            | Clase              |
| ------------------ | ------------------ | ------------------ | ------------------ |
| 1997               | Perth (Australia)  | Medalla de bronce  | Mistral            |
| 1999               | Numea (Francia)    | Medalla de bronce  | Mistral            |
| Campeonato Europeo |                    |                    |                    |
| Año                | Lugar              | Medalla            | Clase              |
| 1996               | Niza (Francia)     | Medalla de plata   | Mistral            |

1. ↑  En algunas ediciones del Campeonato Europeo se permitió la participación de regatistas de otros continentes.